# Jao Tsung-I
Jao Tsung-I o Rao Zongyi (en chino tradicional, 饒宗頤, Chaozhou, Cantón, China; 9 de agosto de 1917-Hong Kong, 6 de febrero de 2018) fue un sinólogo, calígrafo y pintor chino radicado en Hong Kong. 
Erudito versátil y prolífico, contribuyó en muchos campos de las humanidades, incluidas la historia, la arqueología, la epigrafía, el folclore, la religión, la historia del arte, la musicología, la literatura y los estudios del extremo oriente. Publicó más de 100 libros y aproximadamente 1000 artículos académicos a lo largo de una carrera que abarcó más de 80 años.
Jao y Ji Xianlin fueron considerados los dos mejores sinólogos de China. Llamado el «orgullo de Hong Kong» por el primer ministro chino Li Keqiang, ganó muchos premios, incluida la medalla Grand Bauhinia, el más alto honor otorgado por el gobierno de Hong Kong. El Jao Tsung-I Petite École de la Universidad de Hong Kong, la Fundación de Estudios Jao y la Academia Jao Tsung-I en Kowloon se fundaron en su nombre.